# Pisão (aldeia)

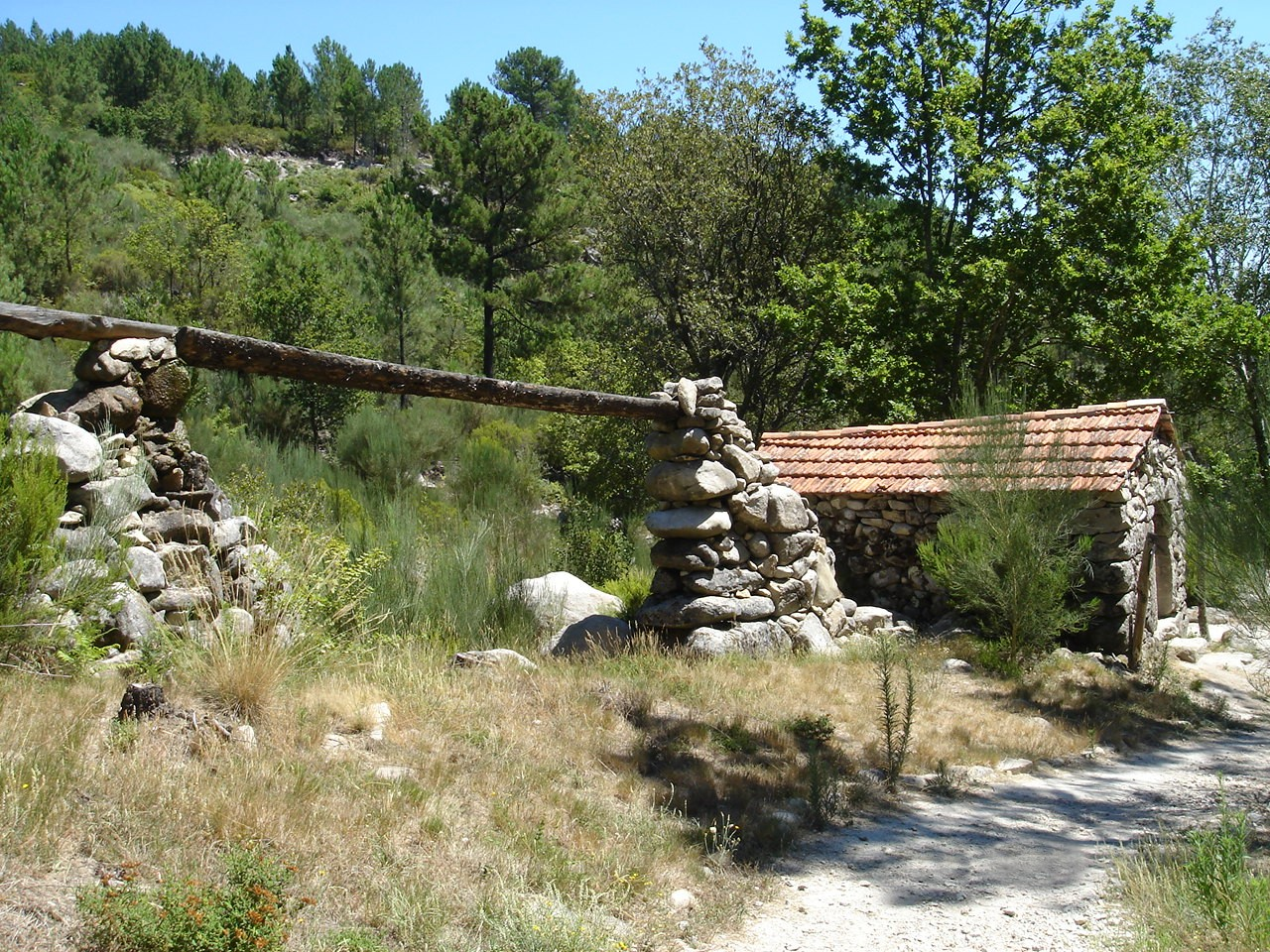
Moinho de água em Pisão

O Pisão é uma pequena aldeia situada na antiga freguesia de Carvalhais, Município de São Pedro do Sul, Distrito de Viseu. É uma pequena aldeia beirã, como muitas outras espalhadas pela Beira Alta, que é conhecida pelo seu parque florestal, que fica a cerca de 1 km da aldeia, com o qual é frequentemente confundida.
O Parque Florestal do Pisão é actualmente um expoente do turismo regional. Através de uma oferta que engloba campismo, turismo rural e histórico-cultural, passeios de charrete, desportos tradicionais, desportos radicais como arvorismo, slide, escalada, rappel, paintball, BTT e tiro com arco, o parque florestal do Pisão consegue cativar um grande número de visitantes, sobretudo por altura do Andanças e ao longo dos fins de semana dos meses de Verão. Caracterizado pelo seu parque de merendas equipado com várias churrasqueiras, mesas e muitas árvores, pela rede de moinhos de água totalmente recuperados e operacionais, e pela proximidade do Castro da Cárcoda situado a 2 km, é hoje assim um exemplo oposto à desertificação que tanto afecta o interior do país.